# 以色列铁路博物馆
以色列铁路博物馆（希伯來語：‎）是以色列的一所博物馆，坐落于海法耶斯列谷铁路的火车东站，现已停止客运。博物馆由以色列铁路拥有。
博物馆展现以色列自1892年以来的铁路历史。博物馆分为室内和室外两个部分，陈列火车车辆、标牌、车票和其他物品。

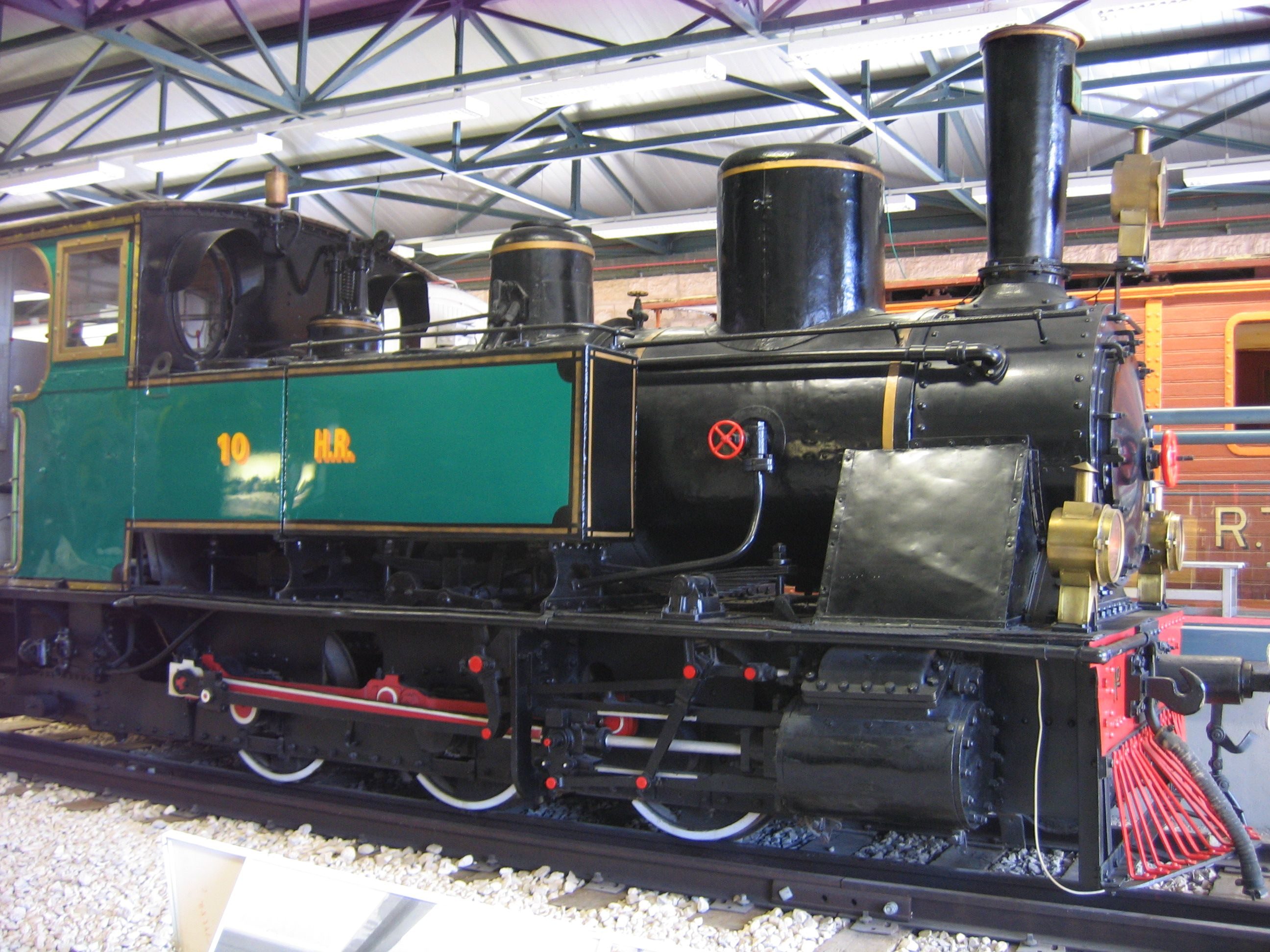
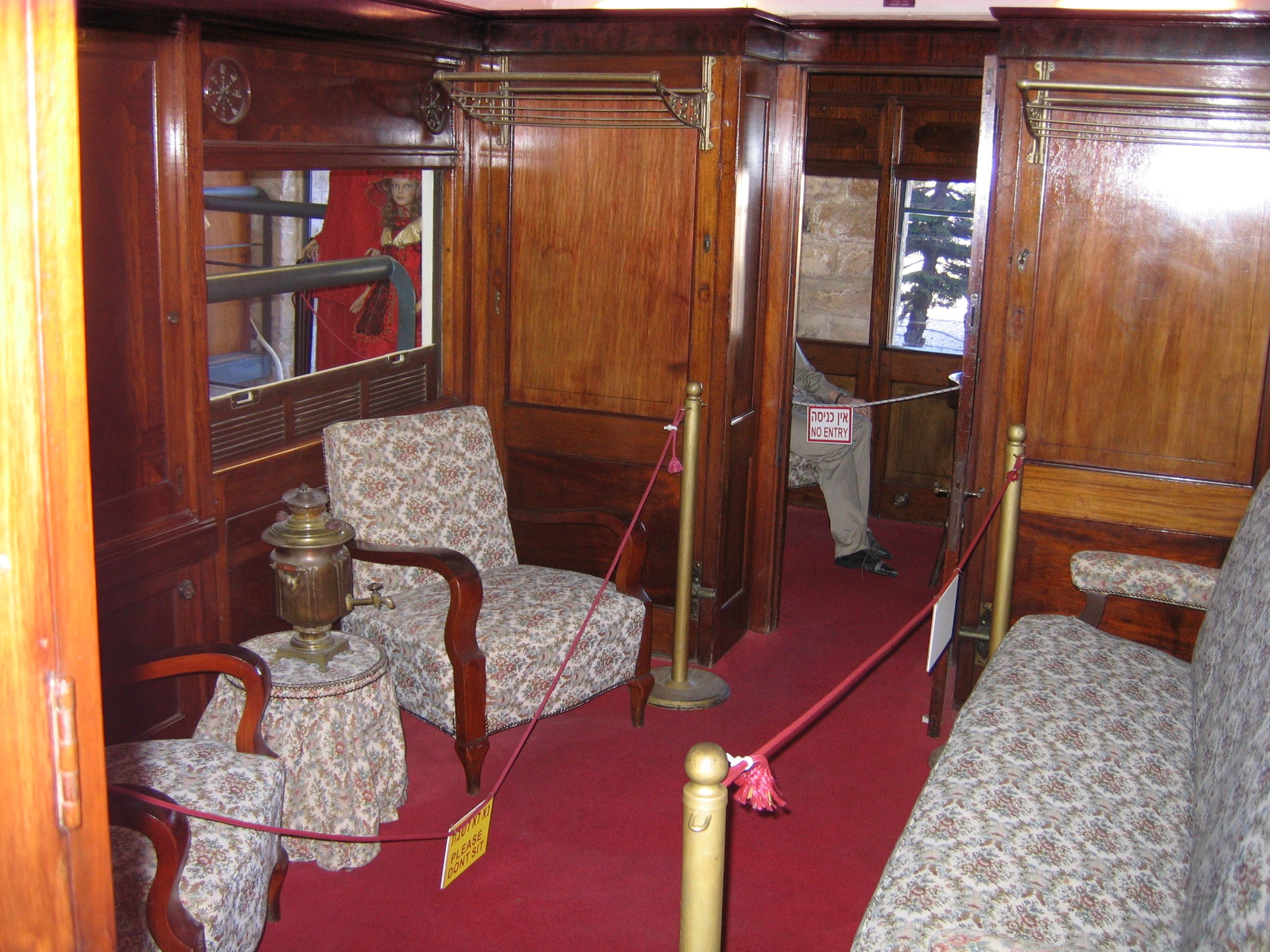
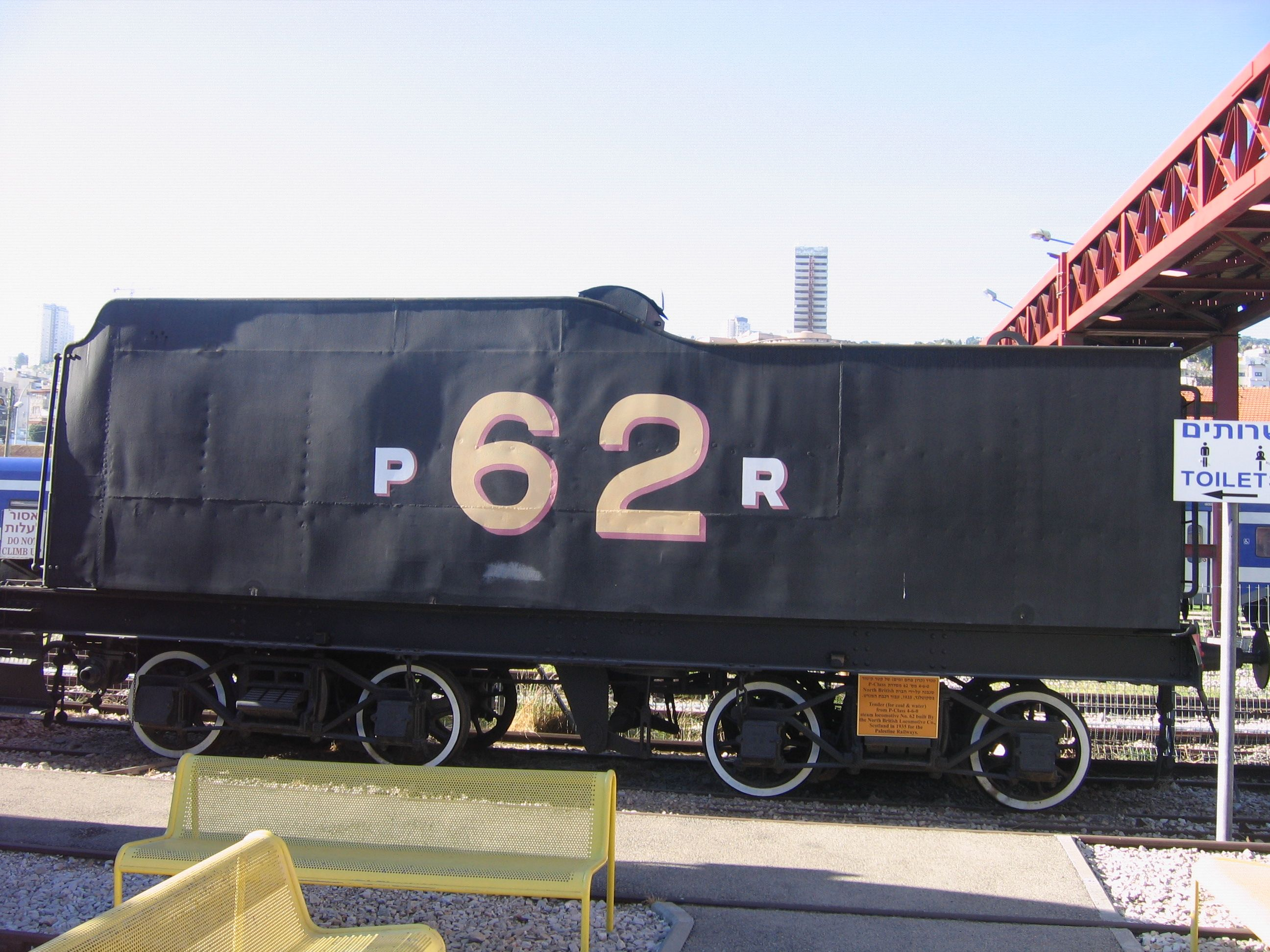
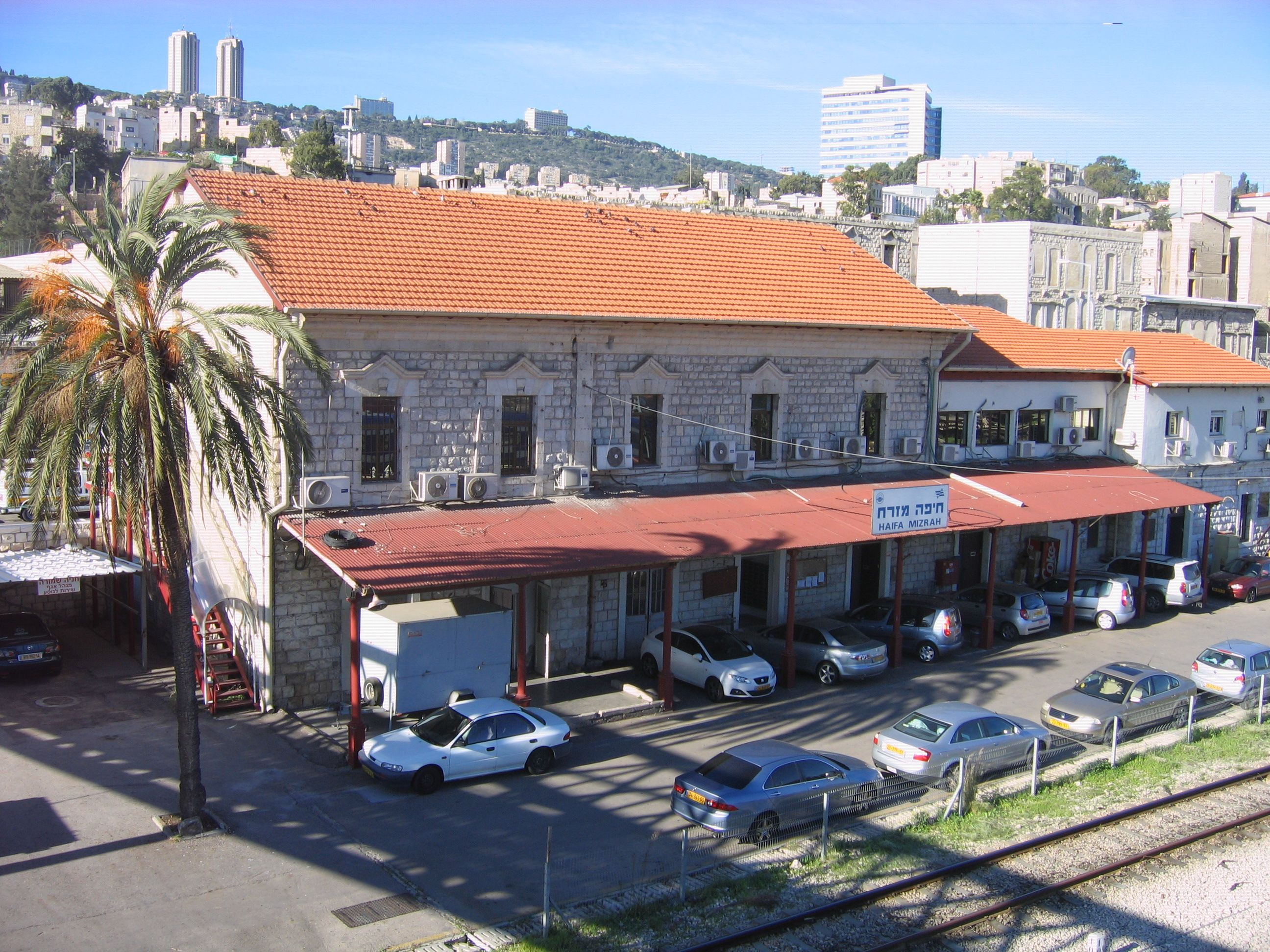